# Alle Kinder dieser Erde (chanson)
Singles de Mireille Mathieu
Nimm noch einmal die Gitarre
(1977) Santa Maria
(1978)
Alle Kinder dieser Erde est le titre d'une chanson allemande interprétée par la chanteuse française Mireille Mathieu en 1978. Cette chanson provient de l'album du même nom Alle Kinder dieser Erde sorti en 1978 en Allemagne chez Ariola. Cette chanson connaîtra une version française qui sortira également sur 45 tours, Un enfant viendra.
La chanson faisant office de Face B du disque, Sie oder ich, ne connaît pas de version en français et est une œuvre de Günther Behrle et Christian Bruhn.